# Sara Hector
Sara Maria Hector (ur. 4 września 1992 w Sandviken) – szwedzka narciarka alpejska, mistrzyni olimpijska, czterokrotna medalistka mistrzostw świata oraz trzykrotna medalistka mistrzostw świata juniorów.

## Kariera
Po raz pierwszy na arenie międzynarodowej Sara Hector pojawiła się 1 grudnia 2007 roku w Gällivare, gdzie w zawodach FIS Race zwyciężyła w gigancie. W 2009 roku wystartowała na mistrzostwach świata juniorów w Garmisch-Partenkirchen, zajmując 28. miejsce w gigancie. Pierwszy sukces w tej kategorii wiekowej osiągnęła na mistrzostwach świata juniorów w regionie Mont Blanc w 2010 roku, zdobywając brązowy medal w slalomie. Podczas rozgrywanych rok później mistrzostw świata juniorów w Crans Montana Szwedka zwyciężyła w gigancie. W tej samej konkurencji zdobyła także srebrny medal na mistrzostwach świata juniorów w Roccaraso w 2012 roku.
W zawodach Pucharu Świata zadebiutowała 12 grudnia 2009 roku w Åre, gdzie zajęła 22. miejsce w slalomie gigancie. Tym samym już w swoim debiucie zdobyła pierwsze pucharowe punkty. Pierwszy raz na podium zawodów tego cyklu stanęła dokładnie pięć lat później w tej samej miejscowości, zajmując drugie miejsce w gigancie. W zawodach tych rozdzieliła na podium Tinę Maze ze Słowenii oraz Austriaczkę Evę-Marię Brem. W sezonie 2021/2022 zajęła siódme miejsce w klasyfikacji generalnej oraz drugie w klasyfikacji giganta. W sezonie 2023/2024 zajęła czwarte miejsce w klasyfikacji generalnej, a w klasyfikacji giganta ponownie zajęła drugie miejsce.
W 2011 roku wystartowała na mistrzostwach świata w Ga-Pa, zajmując 17. miejsce w slalomie gigancie. Na tej samej imprezie razem z Anją Pärson, Marią Pietilä-Holmner, Axelem Bäckiem, Hansem Olssonem i Mattsem Olssonem wywalczyła brązowy medal w rywalizacji drużynowej. Wynik ten powtórzyła na rozgrywanych cztery lata później mistrzostwach świata w Vail/Beaver Creek. Tym razem w drużynie wystąpili także Pietilä-Holmner, Anna Swenn-Larsson, Mattias Hargin, Markus Larsson i André Myhrer. Ponadto na mistrzostwach świata w Cortina d’Ampezzo w 2021 roku razem z Estelle Alphand, Williamem Hanssonem, Kristofferem Jakobsenem, Jonną Luthman i Mattiasem Rönngrenem zdobyła srebrny medal w zawodach drużynowych. Była też między innymi siódma w gigancie na mistrzostwach świata w Åre w 2019 roku i w slalomie na mistrzostwach świata w Courchevel/Méribel w 2023 roku. Kolejny medal zdobyła w 2025 roku, zajmując trzecie miejsce w rywalizacji drużynowej na mistrzostwach świata w Saalbach. 
Na igrzyskach olimpijskich w Soczi w 2014 roku jej najlepszym wynikiem było 13. miejsce w superkombinacji. Podczas igrzysk w Pjongczangu cztery lata później wystąpiła tylko w gigancie, kończąc rywalizację na dziesiątej pozycji. Brała również udział w igrzyskach olimpijskich w Pekinie w 2022 roku, zdobywając złoty medal w gigancie. Był to pierwszy od 30 lat złoty medal dla Szwecji w tej konkurencji (podczas ZIO 1992 najlepsza była Pernilla Wiberg).

## Osiągnięcia

### Igrzyska olimpijskie
| Miejsce | Dzień     | Rok  | Miejscowość     | Konkurencja     | Czas biegu | Strata | Zwyciężczyni              |
| ------- | --------- | ---- | --------------- | --------------- | ---------- | ------ | ------------------------- |
| 13.     | 10 lutego | 2014 | Krasnaja Polana | Superkombinacja | 2:34,62    | +3,23  | Maria Höfl-Riesch         |
| 25.     | 12 lutego | 2014 | Krasnaja Polana | Zjazd           | 1:41,57    | +2,66  | Tina Maze Dominique Gisin |
| 21.     | 15 lutego | 2014 | Krasnaja Polana | Supergigant     | 1:25,52    | +3,19  | Anna Fenninger            |
| 10.     | 15 lutego | 2018 | Pjongczang      | Gigant          | 2:20,02    | +1,51  | Mikaela Shiffrin          |
| 1.      | 7 lutego  | 2022 | Pekin           | Gigant          | 1:55,69    | –      | –                         |
| DNF2    | 9 lutego  | 2022 | Pekin           | Slalom          | 1:44,98    | -      | Petra Vlhová              |

### Mistrzostwa świata
| Miejsce | Dzień     | Rok  | Miejscowość        | Konkurencja       | Czas biegu | Strata | Zwyciężczyni                        |
| ------- | --------- | ---- | ------------------ | ----------------- | ---------- | ------ | ----------------------------------- |
| 3.      | 16 lutego | 2011 | Ga-Pa              | Drużynowo         | –          | –      | Francja                             |
| 17.     | 17 lutego | 2011 | Ga-Pa              | Gigant            | 2:20,54    | +2,13  | Tina Maze                           |
| DNS     | 5 lutego  | 2013 | Schladming         | Supergigant       | 1:35,39    | −      | Tina Maze                           |
| 9.      | 8 lutego  | 2013 | Schladming         | Superkombinacja   | 2:39,92    | +3,67  | Maria Höfl-Riesch                   |
| 26.     | 10 lutego | 2013 | Schladming         | Zjazd             | 1:50,00    | +3,38  | Marion Rolland                      |
| DNF2    | 14 lutego | 2013 | Schladming         | Gigant            | 2:08,06    | –      | Tessa Worley                        |
| 3.      | 10 lutego | 2015 | Vail/Beaver Creek  | Drużynowo         | –          | –      | Austria                             |
| 10.     | 12 lutego | 2015 | Vail/Beaver Creek  | Gigant            | 2:19,16    | +2,80  | Anna Fenninger                      |
| 23.     | 14 lutego | 2015 | Vail/Beaver Creek  | Slalom            | 1:38,48    | +4,55  | Mikaela Shiffrin                    |
| 9.      | 16 lutego | 2017 | Sankt Moritz       | Gigant            | 2:05,55    | +1,96  | Tessa Worley                        |
| 7.      | 14 lutego | 2019 | Åre                | Gigant            | 2:01,97    | +1,94  | Petra Vlhová                        |
| DNQ     | 16 lutego | 2021 | Cortina d’Ampezzo  | Gigant równoległy | –          | –      | Marta Bassino Katharina Liensberger |
| 2.      | 17 lutego | 2021 | Cortina d’Ampezzo  | Zawody drużynowe  | –          | –      | Norwegia                            |
| DNF2    | 18 lutego | 2021 | Cortina d’Ampezzo  | Gigant            | 2:30,66    | –      | Lara Gut-Behrami                    |
| 13.     | 20 lutego | 2021 | Cortina d’Ampezzo  | Slalom            | 2:30,66    | +3,60  | Katharina Liensberger               |
| 11.     | 14 lutego | 2023 | Courchevel/Méribel | Drużynowo         | -          | -      | Stany Zjednoczone                   |
| 8.      | 15 lutego | 2023 | Courchevel/Méribel | Gigant równoległy | -          | -      | Maria Therese Tviberg               |
| 13.     | 17 lutego | 2023 | Courchevel/Méribel | Gigant            | 2:07,13    | +1,80  | Mikaela Shiffrin                    |
| 7.      | 18 lutego | 2023 | Courchevel/Méribel | Slalom            | 1:43,15    | +1,12  | Laurence St-Germain                 |
| 3.      | 4 lutego  | 2025 | Saalbach           | Drużynowo         | -          | -      | Włochy                              |
| 6.      | 13 lutego | 2025 | Saalbach           | Gigant            | 2:22,71    | +2,88  | Federica Brignone                   |
| DNF2    | 15 lutego | 2025 | Saalbach           | Slalom            | 1:58,00    | -      | Camille Rast                        |

### Mistrzostwa świata juniorów
| Miejsce | Dzień       | Rok  | Miejscowość       | Konkurencja | Czas biegu | Strata | Zwyciężczyni         |
| ------- | ----------- | ---- | ----------------- | ----------- | ---------- | ------ | -------------------- |
| 28.     | 2 marca     | 2009 | Ga-Pa             | Gigant      | 2:45,81    | +9,72  | Viktoria Rebensburg  |
| 47.     | 31 stycznia | 2010 | Region Mont Blanc | Supergigant | 1:32,21    | +4,52  | Marine Gauthier      |
| 3.      | 1 lutego    | 2010 | Region Mont Blanc | Slalom      | 1:34,47    | +2,35  | Christina Geiger     |
| 10.     | 5 lutego    | 2010 | Region Mont Blanc | Gigant      | 1:38,34    | +1,36  | Mona Løseth          |
| 1.      | 2 lutego    | 2011 | Crans-Montana     | Gigant      | 2:28,27    | –      | –                    |
| 11.     | 3 lutego    | 2011 | Crans-Montana     | Slalom      | 1:40,32    | +3,74  | Jessica Depauli      |
| 6.      | 1 marca     | 2012 | Roccaraso         | Slalom      | 1:42,69    | +2,21  | Stephanie Brunner    |
| 2.      | 3 marca     | 2012 | Roccaraso         | Gigant      | 2:45,02    | +0,26  | Ragnhild Mowinckel   |
| DNF1    | 21 lutego   | 2013 | Québec            | Slalom      | 1:52,10    | –      | Magdalena Fjällström |
| DNF2    | 22 lutego   | 2013 | Québec            | Gigant      | 2:22,23    | –      | Lisa-Maria Zeller    |
| 29.     | 24 lutego   | 2013 | Québec            | Supergigant | 1:00,89    | +2,34  | Stephanie Venier     |
| 24.     | 26 lutego   | 2013 | Québec            | Zjazd       | 1:11,18    | +1,84  | Jennifer Piot        |

### Puchar Świata

#### Miejsca w klasyfikacji generalnej
- sezon 2009/2010: 120.
- sezon 2010/2011: 93.
- sezon 2011/2012: 102.
- sezon 2012/2013: 80.
- sezon 2013/2014: 61.
- sezon 2014/2015: 19.
- sezon 2015/2016: 64.
- sezon 2016/2017: 66.
- sezon 2017/2018: 49.
- sezon 2018/2019: 45.
- sezon 2019/2020: 33.
- sezon 2020/2021: 16.
- sezon 2021/2022: 7.
- sezon 2022/2023: 10.
- sezon 2023/2024: 4.
- sezon 2024/2025: 5.

#### Miejsca na podium w zawodach
1. Åre – 12 grudnia 2014 (gigant) – 2. miejsce
2. Innsbruck – 28 grudnia 2014 (gigant) – 1. miejsce
3. Courchevel – 12 grudnia 2020 (gigant) – 2. miejsce
4. Courchevel – 21 grudnia 2021 (gigant) – 2. miejsce
5. Courchevel – 22 grudnia 2021 (gigant) – 1. miejsce
6. Lienz – 28 grudnia 2021 (gigant) – 3. miejsce
7. Maribor – 8 stycznia 2022 (gigant) – 1. miejsce
8. Kronplatz – 25 stycznia 2022 (gigant) – 1. miejsce
9. Lenzerheide – 6 marca 2022 (gigant) – 3. miejsce
10. Killington – 26 listopada 2022 (gigant) – 3. miejsce
11. Sestriere – 10 grudnia 2022 (gigant) – 2. miejsce
12. Kronplatz – 25 stycznia 2023 (gigant) – 3. miejsce
13. Åre – 10 marca 2023 (gigant) – 3. miejsce
14. Lienz – 28 grudnia 2023 (gigant) – 3. miejsce
15. Flachau − 16 stycznia 2024 (slalom) – 3. miejsce
16. Jasná − 20 stycznia 2024 (gigant) – 1. miejsce
17. Kronplatz – 30 stycznia 2024 (gigant) – 3. miejsce
18. Åre – 9 marca 2024 (gigant) – 2. miejsce
19. Killington − 30 listopada 2024 (gigant) – 1. miejsce
20. Semmering – 28 grudnia 2024 (gigant) – 2. miejsce
21. Kranjska Gora – 4 stycznia 2025 (gigant) – 1. miejsce
22. Flachau − 14 stycznia 2025 (slalom) – 3. miejsce
23. Courchevel – 30 stycznia 2025 (slalom) – 2. miejsce
24. Sun Valley – 25 marca 2025 (gigant) – 3. miejsce